# Jodutenstraße
Die Jodutenstraße, auch Jedutenstraße, ist eine kurze Straße im Magniviertel von Braunschweig. Der Name ist seit dem 18. Jahrhundert belegt.

## Etymologie
Die etymologische Bedeutung von Jodute oder Jedute ist ungeklärt. Philip Christian Ribbentrop erwähnte 1789 in Band 1 seiner Beschreibung der Stadt Braunschweig, dass die Straße ursprünglich Gertrudenstraße hieß, benannt nach Gertrud der Jüngeren von Braunschweig, Stifterin des nur unweit gegenüber befindlichen Aegidienklosters. Dieser Name soll aber später in Jedutenstraße umgewandelt worden sein. Nach einer weiteren Deutung, von der Ribbentrop berichtete, wurde die Jedutenstraße nach denjenigen Häusern benannt, in denen die Waffen der Ritter aus der angrenzenden Ritterstraße sowie aus dem unweit gelegenen Herrendorf gelagert worden seien. Demnach soll Jedute Waffe bedeutet haben.
Ribbentrop gab schließlich einer dritten Deutung den Vorzug, wonach in dieser Straße das gemeine Volk sowie die Knechte der Ritter aus der Ritterstraße gewohnt haben sollen. In Braunschweig soll die alte Bezeichnung für gemeines Volk Gedudde gewesen sein, wobei Ribbentrop in einer Fußnote auf die 1717 veröffentlichte Collectanea etymologica von Gottfried Wilhelm Leibniz verweist.
1904 behauptete Meyer in seinem Buch Die Straßennamen der Stadt Braunschweig: „Das Wort ‚Jodute‘, [sei] die Verkürzung des alten Not- und Hilfeschreis ‚thtiod ute‘ oder ‚diot ut‘ [was] ‚Volk heraus!‘ [bedeute].“ Im selben Artikel verweist er jedoch in einer Fußnote auf verschiedene Veröffentlichungen, nach denen es Jedutensteine u. a. bei Suderburg im Amt Bodenteich, Wilsede im Gericht Amelinghausen und bei Visselhövede gebe und diese angeblich mit Blutrache in Verbindung stünden. Gleichzeitig fragte Meyer, ob der Stein in der Jodutenstraße im Haus mit der Assekuranznummer 2544 evtl. der Rest eines solchen Jedutensteins sein könne. Auch Meyer nennt zuletzt die bereits bei Ribbentrop erwähnte Deutung als Waffen, die in einer Rüstkammer verwahrt worden sein.
1971 bezeichnete Hans Jürgen Querfurth in einem Aufsatz Jodute als ein „aus dem Nordseegebiet“ stammendes Wort, das „vielfach den Friesen zugeschrieben“ werde und z. B. im Wurster Landrecht vorkomme, aber dessen Bedeutung ansonsten noch nicht eindeutig geklärt sei. Querfurth vermutete einen Zusammenhang mit der frühen Gerichtsbarkeit und dass es sich um einen Aufruf zum Gericht sowie die Bezeichnung des Ortes, an dem unter freiem Himmel Gericht abgehalten wurde. So habe es in den nahe bei einander liegenden Ortschaften Lehe und Wulsdorf den Jedutenberg gegeben (s. dazu auch: Jedutenhügel). Ähnliches stelle er sich für den Jedutenstein in Braunschweig vor.

## Geschichte
Die heutige Jodutenstraße war ursprünglich keine eigenständige Straße mit separater Benennung, sondern seit dem Mittelalter und bis in das 18. Jahrhundert hinein Teil des Ende des 14. Jahrhunderts erstmals urkundlich erwähnten Klints. Wie der Klint, war auch die Jedutenstraße eine Arme-Leute-Gegend. Die Bebauung bestand aus niedrigen Fachwerkhäusern.
Erst 1552 kam eine ähnliche Benennung in der Beschreibung eines Hauses auf Klint vor: „up dem orde vam Jodutensteine tor lochtern [linken] Hand na sunte Magnus word“, 1557 gefolgt von der Beschreibung eines (weiteren?) Hauses, das ein Ludeke Clawe von einem Hans Kleveke erworben hatte: „dat sevente hus vam Jodutensteine up dem klinte“, dieses war vor 1550 als „Hans Kleveken hus, dat sevente vam orde up dem klinte tor lochtern hand vam Egidiendore“ bezeichnet worden. Dieser Jodutenstein könnte sich demnach an der Ecke zur Kuhstraße befunden haben.
Wann genau nun welcher Teil des Klints ausschließlich Jeduten- oder Jodutenstraße genannt wurde, ist nicht zweifelsfrei zu klären, so scheinen z. B. in Grundbüchern Häuser der Jodutenstraße als zum Klint gehörig verzeichnet gewesen zu sein, ein Haus auf der nahe gelegenen Ritterstraße hingegen, wurde ausdrücklich als zur Jodutenstraße gehörig vermerkt. Als 1753 die Brandkassennummern in Braunschweig verteilt wurden, tauchte hingegen der Straßenname Klint gar nicht auf, stattdessen ist in den Dokumenten von Gedutenstraße [sic!] und Ritterstraße die Rede. Auf dem Stadtplan von Albrecht Heinrich Carl Conradi, der um 1755 entstand, wird die Straße als Jedutenstraße bezeichnet, so auch auf dem Plan von Friedrich Wilhelm Culemann aus dem Jahre 1798.
Wie große Teile der unmittelbaren Umgebung, wurde auch die Fachwerkbebauung der Jodutenstraße durch die zahlreichen alliierten Bombenangriffe während des Zweiten Weltkrieges vollständig zerstört. Heute stehen dort ausschließlich Nachkriegsbauten.